# Aramides cajaneus
Aramides cajaneus là một loài chim trong họ Rallidae.
Loài này sinh sống ở trung và nam Mỹ.

## Hình ảnh

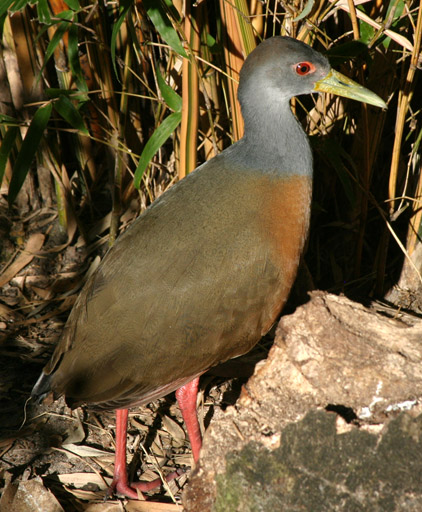
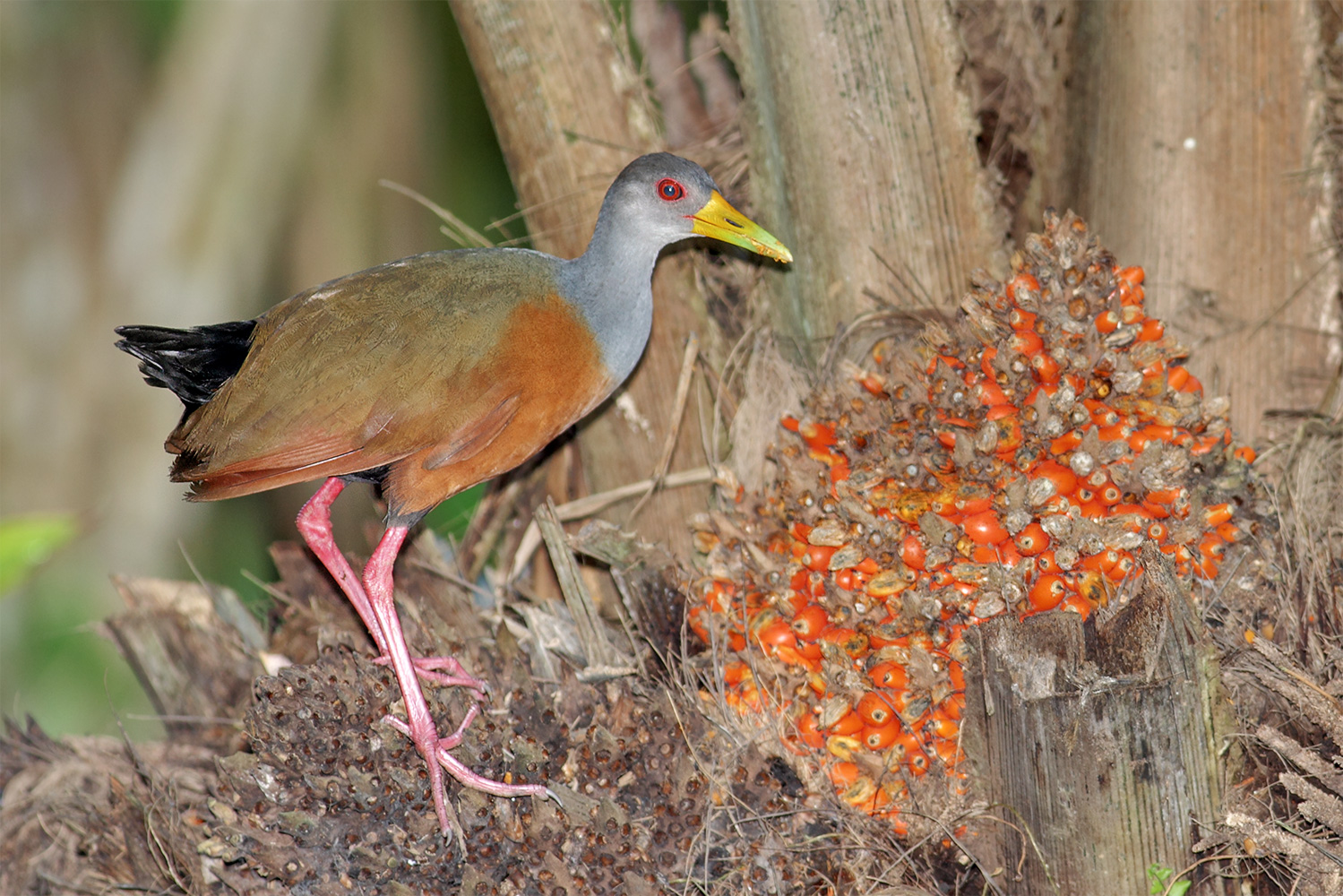